# Dan Turèlls Plads
Dan Turèlls Plads er beliggende i Vangede, Gentofte Kommune mellem Vangede Bygade og Vangedevej. Pladsen er opkaldt efter forfatteren Dan Turèll, der i bogen Vangede Billeder beskrev sin barndom i byen. Pladsen blev navngivet 19. marts 2007.
Gentofte Kommune reserverede allerede i 2001 navnet Dan Turèll med tanke for på et senere tidspunkt at navngive en plads eller vej efter bysbarnet Dan Turèll. Det skete, da Kommunalbestyrelsen på sit møde den 18. december 2006 besluttede at navngive pladsen mellem Vangedevej og Vangede Bygade: Dan Turèlls Plads. Navngivningen blev foretaget af borgmester Hans Toft og Dan Turèlls enke Chili Turèll under stor festivitas og pressedækning.
En gruppe kulturelt interesserede personer tog initiativ til, at Dan Turèll blev hædret med en skulptur, der skulle opstilles på Dan Turèlls Plads. Gruppen bad kunstneren Kenn André Stilling om at skabe kunstværket, der i 2011 blev indviet på pladsen. Skulpturen benævnes Alfabet Turèll og består af hele alfabetet fra A til Å samt tegnsætning. Dette var Dan Turèlls værktøj og grundlag for hele hans udtryk, som digter, forfatter, foredragsholder og debattør.
Pladsen var tegnet af 1:1 Landskab og projektet støttet at Realdania og Augustinus Fonden.
Gentofte Kommune arbejder pt. aktivt på at skabe et attraktivt byrum på Dan Turèlls Plads i Vangede.